# Aeroportul Bakkafjörður
Aeroportul Bakkafjörður (IATA: BJD, ICAO: BIBK) este un aeroport din Langanesbyggð⁠(d), Norður-Þingeyjarsýsla⁠(d), Norðurland eystra⁠(d), Islanda.
aeroportul dispune de o singură pistă.